# Municipio de Midway (condado de St. Louis)
El municipio de Midway (en inglés: Midway Township) es un municipio ubicado en el condado de St. Louis en el estado estadounidense de Minnesota. En el año 2010 tenía una población de 1399 habitantes y una densidad poblacional de 30,01 personas por km².

## Geografía
El municipio de Midway se encuentra ubicado en las coordenadas 46°43′15″N 92°16′11″O / 46.72083, -92.26972. Según la Oficina del Censo de los Estados Unidos, el municipio tiene una superficie total de 46.62 km², de la cual 46,62 km² corresponden a tierra firme y (0 %) 0 km² es agua.

## Demografía
Según el censo de 2010, había 1399 personas residiendo en el municipio de Midway. La densidad de población era de 30,01 hab./km². De los 1399 habitantes, el municipio de Midway estaba compuesto por el 96 % blancos, el 1 % eran amerindios, el 0,43 % eran asiáticos, el 0,14 % eran isleños del Pacífico, el 0,5 % eran de otras razas y el 1,93 % eran de una mezcla de razas. Del total de la población el 0,71 % eran hispanos o latinos de cualquier raza.